# Scotty Mullen
Scotty Mullen ist ein US-amerikanischer Drehbuchautor, Schauspieler und Casting Director.

## Leben
Mullen stammte aus einer kleinen Stadt im US-Bundesstaat Kansas. Ab 2000 studierte er an der Georgia State University Journalism und Film. 2004 schloss er dort sein Studium mit dem Bachelor of Arts Abschluss ab.
Ab 2014 verfasste er mehrere Drehbücher für Spiel- und Fernsehfilme vom Filmstudio The Asylum, darunter Zoombies – Der Tag der Tiere ist da!, Sinbad and the War of the Furies, Air Speed – Fast and Ferocious, King Arthur and the Knights of the Round Table, Sharknado 5: Global Swarming, Sharknado 6: The Last One, Nazi Overlord, Zoombies 2 – Die Rache der Tiere und Die Weihnachtskönigin – (K)ein Like zum Fest. Ab 2020 verfasste er Drehbücher für verschiedene Fernsehfilmproduktionen.
Mullen ist in Los Angeles wohnhaft.

## Filmografie (Auswahl)

### Drehbuch
- 2014: Sex, Gras & Zombies! (The Coed and the Zombie Stoner)
- 2016: Zoombies – Der Tag der Tiere ist da! (Zoombies)
- 2016: Escape from the Zoombies (Computerspiel)
- 2016: Sinbad and the War of the Furies
- 2017: Air Speed – Fast and Ferocious (The Fast and the Fierce)
- 2017: King Arthur and the Knights of the Round Table
- 2017: Sharknado 5: Global Swarming (Fernsehfilm)
- 2018: Sharknado 6: The Last One (The Last Sharknado: It’s About Time, Fernsehfilm)
- 2018: Nazi Overlord
- 2019: Zoombies 2 – Die Rache der Tiere (Zoombies 2)
- 2019: Die Weihnachtskönigin – (K)ein Like zum Fest (A Beauty & the Beast Christmas)
- 2020: The Swing of Things
- 2020: Christmas at Maple Creek (Fernsehfilm)
- 2021: Secrets in the Water (Fernsehfilm)
- 2021: Secrets on Sorority Row (Fernsehfilm)
- 2021: A Party Gone Wrong (Fernsehfilm)
- 2021: Girls Getaway Gone Wrong (Fernsehfilm)
- 2021: A Jealous Friendship (Fernsehfilm)
- 2022: The Lakehouse Murders (Fernsehfilm)
- 2022: The Manny (Fernsehfilm)
- 2022: Christmas Party Crashers (Fernsehfilm)
- 2022: Girls Getaway Gone Wrong 2 (Fernsehfilm)
- 2022: Love at Mariposa Beach (Fernsehfilm)
- 2023: The Hand That Robs the Cradle (Fernsehfilm)
- 2023: Secrets on Greek Row
- 2023: Killer Co-Worker
- 2023: Deadly DILF
- 2024: Secret Life of a Sorority Girl (Fernsehfilm)

### Schauspiel
- 2005: Kathy T Gives Good Hoover
- 2005: Untold Stories of the ER (Fernsehdokuserie, 2 Episoden, verschiedene Rollen)
- 2015: Sharknado 3 (Sharknado 3: Oh Hell No!, Fernsehfilm)
- 2015: Sharknado: Heart of Sharkness
- 2019: Die Weihnachtskönigin – (K)ein Like zum Fest (A Beauty & the Beast Christmas)